# Zračna luka Konarak
Zračna luka Konarak (IATA kod: ZBR, ICAO kod: OIZC) smještena je kod grada Čabahara u jugoistočnom dijelu Irana odnosno pokrajini Sistan i Beludžistan. Nalazi se na nadmorskoj visini od 13 m. Zračna luka ima dvije asfaltirane uzletno-sletne staze dužine 3000 i 3814 m, a koristi se za tuzemne i regionalne letove odnosno vojne svrhe. Zračni prijevoznici koji nude redovne letove u ovoj zračnoj luci uključuju Iran Air (iz/u: Bandar Abas, Teheran-Mehrabad, Zahedan), Iran Air Tours (iz/u: Zahedan) i Iran Aseman Airlines (iz/u: Muskat).

## Vanjske poveznice
- (engl.) DAFIF, World Aero Data: OIZC  Arhivirana inačica izvorne stranice od 6. prosinca 2007. (Wayback Machine)
- (engl.) DAFIF, Great Circle Mapper: ZBR